# ساو بيدرو دو بارانا
ساو بيدرو دو بارانا بلدية في ولاية بارانا في المنطقة الجنوبية من البرازيل.